# Vitomir-Voja Trifunovic
Vitomir-Voja Trifunovic (født 4. November 1916 i Kraljevo - død 20. Januar 2007 i Beograd, Serbien) var en serbisk komponist, lærer, rektor og teknikker.
Trifunovic studerede komposition på Musikkonservatoriet i Beograd hos Stanojlo Rajičič, Josip Slavenski og Milenko Živković.
Han har skrevet 3 symfonier, orkesterværker, kammermusik, vokalværker etc. Trifunovic grundlagde en musikskole i Beograd, hvor han underviste og selv var rektor. Han arbejdede også som radioteknikker på Beograd Radio.

## Udvalgte værker
- Symfoni nr. 1 (1979) - for orkester
- Symfoni nr. 2 (1983) - for orkester
- Symfoni nr. 3 (1986) "Til Minde om Dmitrij Sjostakovitj" - for orkester